# Turnul Contelui

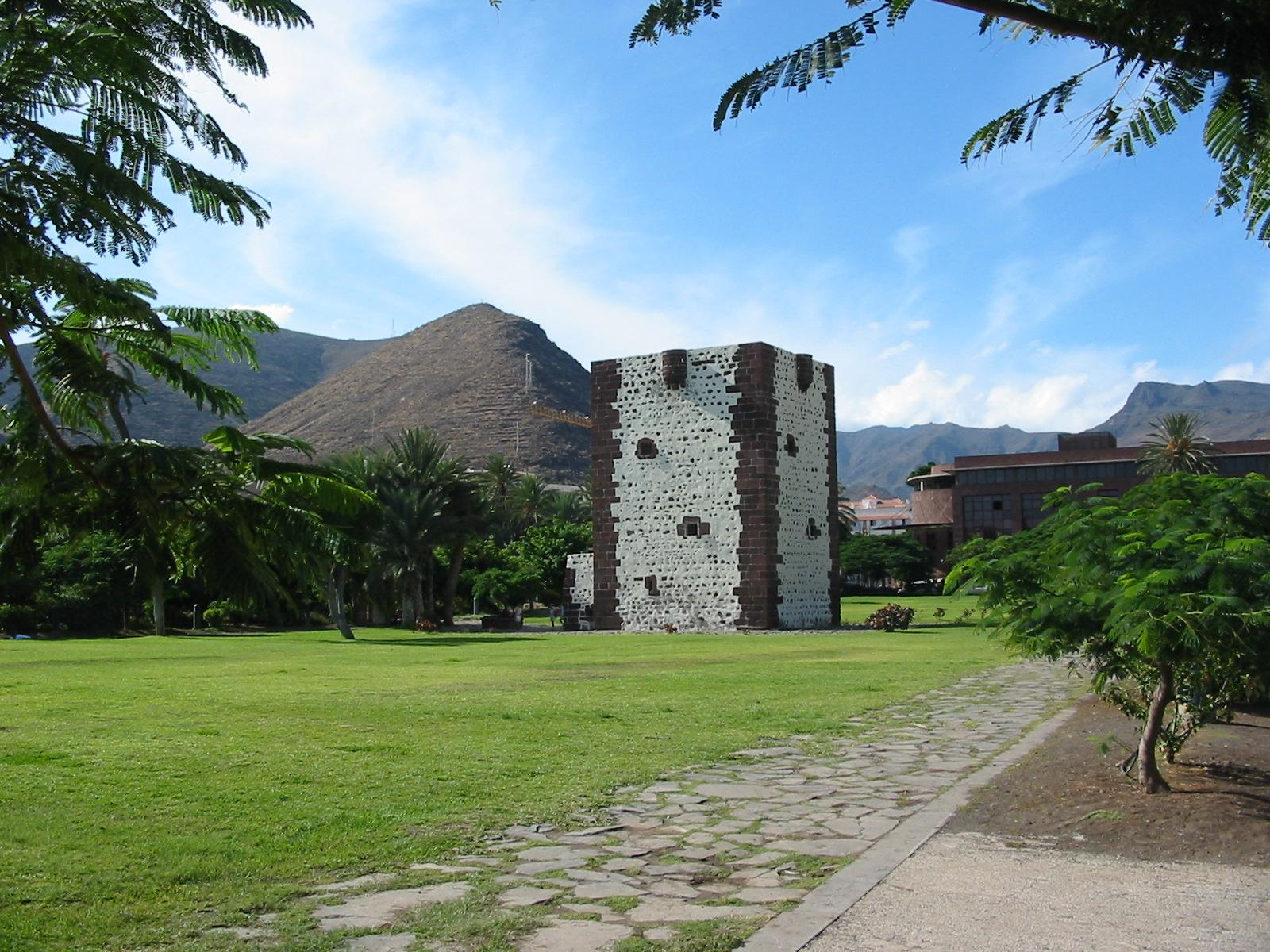
Turnul Contelui

Turnul Contelui  (Torre del Conde în spaniolă) este o fortăreață din secolul XV situată în satul San Sebastian de La Gomera (Insulele Canare) (Spania). Este vorba de un edificiu de tip militar.
A fost construită de către Hernan Peraza el Viejo între 1447 și 1450, în el s-au refugiat elitele feudale din insulă în timpul rascoalei gomerilor. Dintre turnurile construite în timpul cuceririi insulelor Canare (Añaza, Gando, etc.), este unica care se conservă în actualitate.
Este de stil gotic târziu, are o formă prismatică, cu 15 m înălțime și aproximativ 40 m diametru, cu ziduri de 2 m grosime. Zidurile sunt de piatră alba iar colțurile sunt din piatră roșie.
Proiectul original a suferit mai multe reforme, cu Jacome Pelearo Fratin și Leonardo Torriani. A fost declarat Monument Istoric și Artistic pe 13 decembrie din 1990.